# خيري باركي
خيري باركي (بالفرنسية: Khairi Barki)‏ (من مواليد 10 أكتوبر 1995 في الونزة) هو لاعب كرة قدم جزائري يلعب لصالح نادي أمل عين مليلة في الرابطة الجزائرية الثانية.

## روابط خارجية
- خيري باركي على موقع قاعدة بيانات كرة القدم.إي يو (الإنجليزية)